# George Koumantarakis
Georgios "George" Koumantarakis - em grego: Γεώργιος Κουμανταράκης (Atenas, 27 de março de 1974) é um ex-futebolista sul-africano de descendência grega. Nasceu em Atenas, Grécia mas, cresceu em Durban, África do Sul. Seu nome foi então adaptado para "George".

## Carreira
Ele já jogou por AmaZulu, Manning Rangers, Supersport United, FC Luzern (Suíça), FC Basel (Suíça), Preston North End (Inglaterra), Rot-Weiß Erfurt (Alemanha) e SpVgg Greuther Fürth (Alemanha).

## Seleção
Jogou pela África do Sul a Copa do Mundo FIFA de 2002, e marcou um gol em amistoso contra a Escócia.